# Правящий бургомистр Берлина

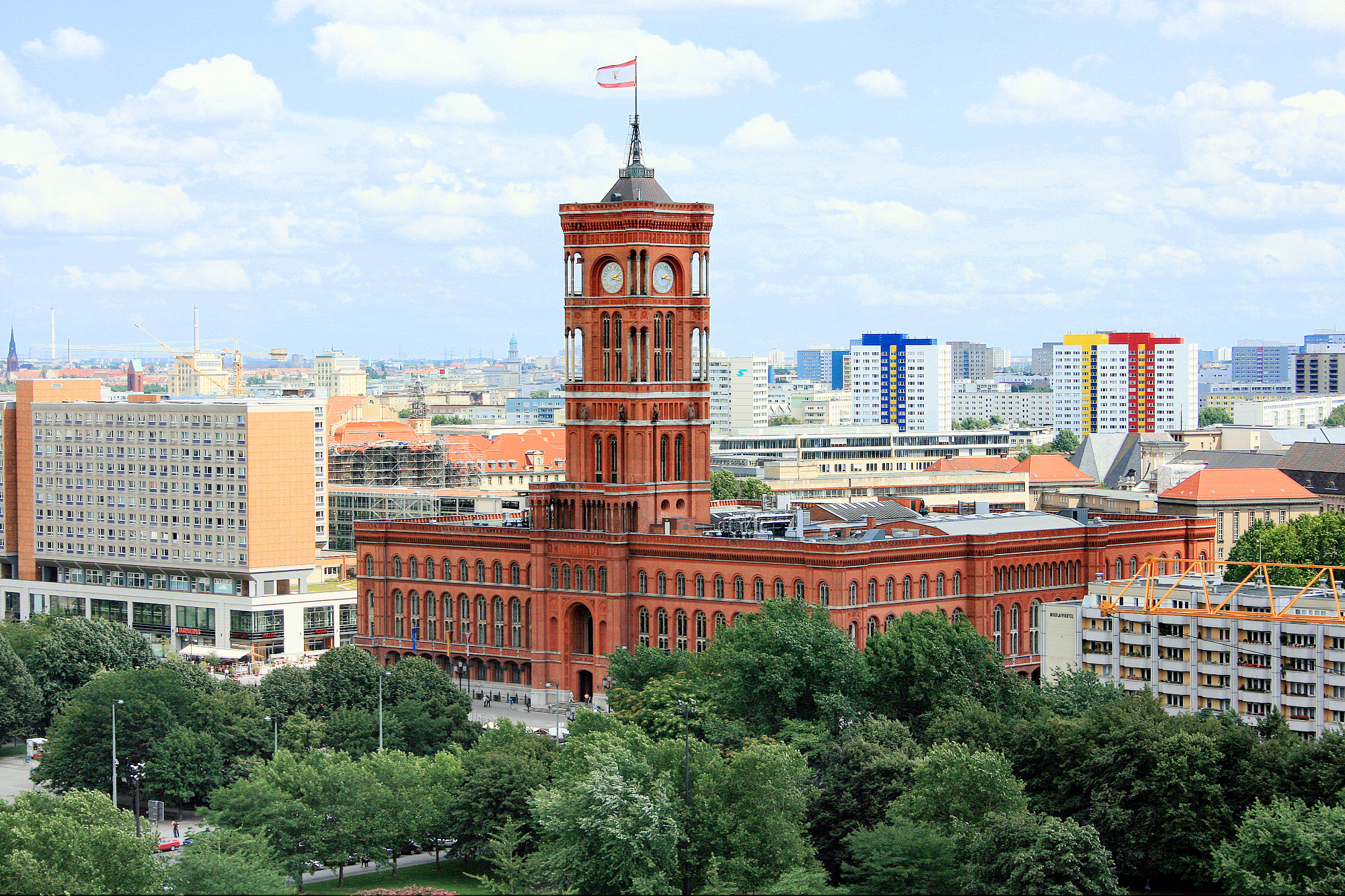
Красная ратуша — место работы правящего бургомистра

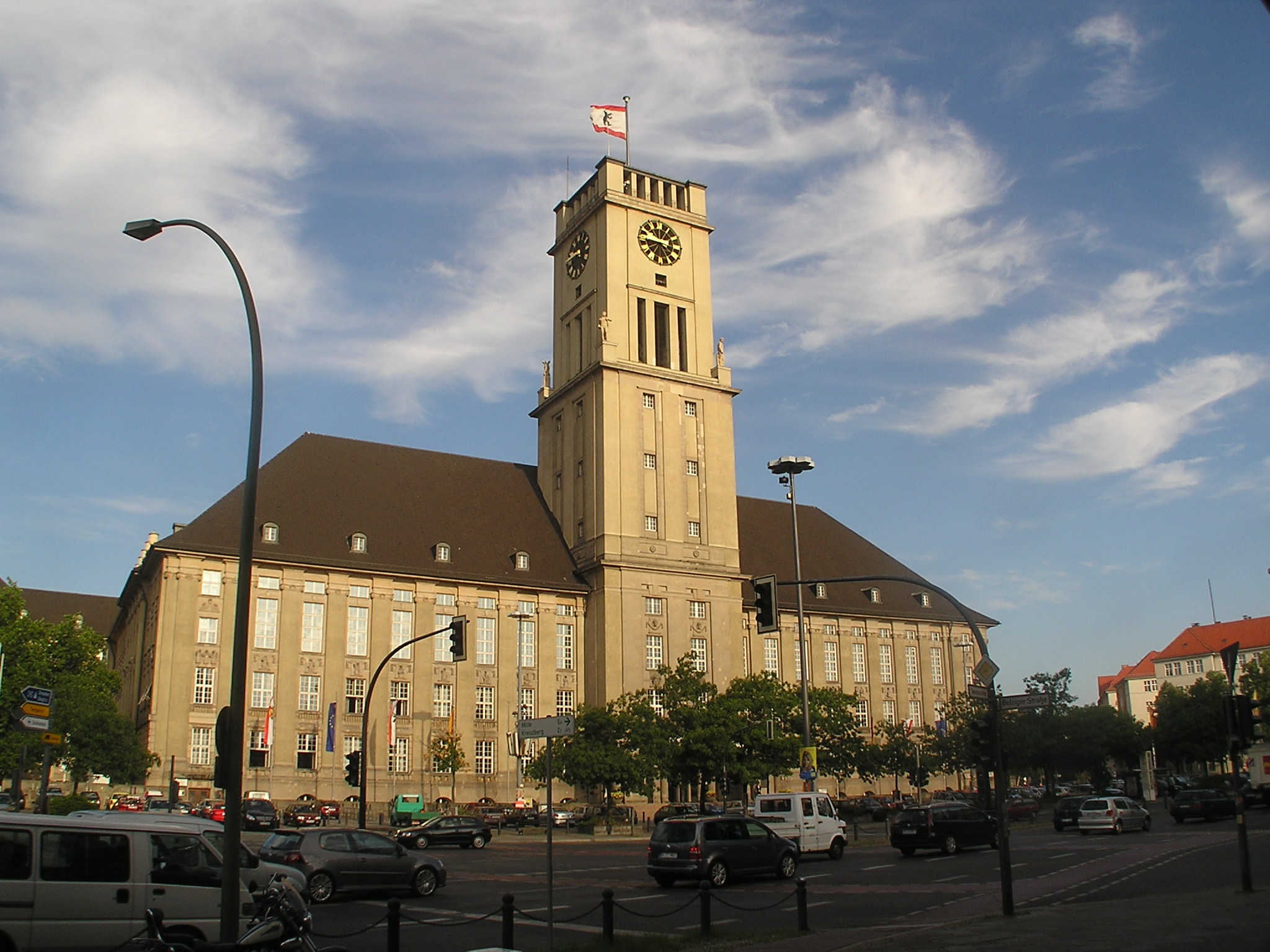
Ратуша в Шёнеберге служила правящему бургомистру Западного Берлина во время разделения Германии

Правящий бургомистр Берлина (нем. Regierender Bürgermeister von Berlin) — глава исполнительной власти в Берлине, совмещающий две функции: бургомистра города Берлина и премьер-министра земли Берлин. Его избирает Палата депутатов Берлина.
Правящий бургомистр возглавляет правительство Берлина — Сенат Берлина. Глава исполнительной власти Берлина до Второй мировой войны назывался обер-бургомистром.
Название «правящий бургомистр» появилось в 1948 году, после того как советские оккупационные власти отказались признать обер-бургомистром Берлина Эрнста Рейтера. Рейтер в звании правящего бургомистра возглавил правительство трёх западных оккупационных секторов, объединившихся в Западный Берлин.

## Список правящих бургомистров

### Правящие бургомистры Западного Берлина (1948—1991)
- Эрнст Рейтер (СДПГ) (7 декабря 1948 года − 29 сентября 1953 года)
- Вальтер Шрайбер (ХДС) (22 октября 1953 года − 11 января 1955 года)
- Отто Зур (СДПГ) (11 января 1955 года − 30 августа 1957 года)
- Франц Амрен (ХДС) (30 августа 1957 года − 3 октября 1957 года)
- Вилли Брандт (СДПГ) (3 октября 1957 года − 1 декабря 1966 года)
- Генрих Альберц (СДПГ) (1 декабря 1966 года − 19 октября 1967 года)
- Клаус Шюц (СДПГ) (19 октября 1967 года − 2 мая 1977 года)
- Дитрих Штоббе (СДПГ) (2 мая 1977 года − 23 января 1981 года)
- Ганс-Йохен Фогель (СДПГ) (23 января 1981 года − 11 июня 1981 года)
- Рихард фон Вайцзеккер (ХДС) (11 июня 1981 года − 9 февраля 1984 года)
- Эберхард Дипген (ХДС) (9 февраля 1984 года − 16 марта 1989 года)
- Вальтер Момпер (СДПГ) (16 марта 1989 года − 24 января 1991 года)

### Правящие бургомистры Берлина с 1991 года
- Эберхард Дипген (ХДС) (24 января 1991 года − 16 июня 2001 года)
- Клаус Воверайт (СДПГ) (16 июня 2001 года − 11 декабря 2014 года)
- Михаэль Мюллер (СДПГ) (11 декабря 2014 года − 21 декабря 2021 года)
- Франциска Гиффай (СДПГ) (21 декабря 2021 года − 27 апреля 2023 года)
- Кай Вегнер (ХДС) (27 апреля 2023 года − по настоящее время)